# Pujols-sur-Ciron
Pujols-sur-Ciron is een gemeente in het Franse departement Gironde (regio Nouvelle-Aquitaine) en telt 715 inwoners (2005). De plaats maakt deel uit van het arrondissement Langon.

## Geografie
De oppervlakte van Pujols-sur-Ciron bedraagt 7,5 km², de bevolkingsdichtheid is 95,3 inwoners per km².
De onderstaande kaart toont de ligging van Pujols-sur-Ciron met de belangrijkste infrastructuur en aangrenzende gemeenten.

## Demografie
Onderstaande figuur toont het verloop van het inwonertal (bron: INSEE-tellingen).